# Землетрясения в Японии
Катастрофические движения земной коры на Японских островах были причиной большого числа бедствий, они же являются предметом пристального внимания японских естествоиспытателей. Начиная с 1600 года даже сами описания значительных сейсмических толчков и их последствий производится по единым для всей Японии правилам.

## История
Первое правильное предсказание ожидаемого землетрясения удалось сделать японскому сейсмологу Фусакичи Омори. Несмотря на то, что в распоряжении учёного были лишь очень ограниченные сведения о расположении и характере предыдущих сейсмических катастроф, Омори безошибочно определил главную сейсмоактивную зону Центральной Японии. Ещё в прошлом веке геологи Т. Харада и Э. Науман примерно в ста пятидесяти километрах к юго-западу от Токио обнаружили гигантский разлом земной коры и назвали его Фосса-Магна, что по-русски означает Великий Ров. Область, прилегающую к этому разлому, и выбрал Фусакичи Омори для составления своего прогноза. Предсказанное учёным землетрясение 1923 года подтвердило самые худшие предположения. В те тяжёлые сентябрьские дни в Токио погибло около ста сорока тысяч человек.

### Причины
Катастрофическое землетрясение 1923 года заставило исследователей разных стран обратить особенное внимание на самые общие, принципиальные вопросы геологического строения и тектонического развития Японских островов. Первая попытка в этом направлении была сделана ещё на рубеже нашего века. Немецкий учёный Ф. Рихтгофен обратил внимание на очень своеобразное ступенчатое строение восточной окраины Евразии. Рихтгофен предположил, что край континента, дробясь подобно огромному оползню, медленно сползает в глубоководную впадину Тихого океана.
В 1928 году на основании изучения расположения очагов глубоких землетрясений японский сейсмолог К. Вадати определил, что наклонные поверхности разрывов земной коры уходят от внешних подножий островных дуг не в сторону океана, а под материк. В 1962 году всеобщее внимание привлёк решительный шаг трёх известных японских сейсмологов. К. Цубои, К. Вадати и Т. Хагивара не только составили казалось бы исчерпывающую программу исследований землетрясений, но и высказали предположение, что «через десять лет будет достаточно данных для возможности прогноза землетрясений».
Отправной точкой предстоящих изысканий была общая научная концепция, сформулированная сейсмологом К. Аки так: «Землетрясение связано с высвобождением тектонических деформаций, накопившихся в определённой области Земли». О тектонической природе земных катастроф почти слово в слово с послевоенными токийскими исследователями писали ещё в 1872 году русский сейсмолог А. Орлов и австрийский геолог Э. Зюсс.

### Исследования
В послевоенные годы по инициативе российских геологов были расширены исследования не только самих островодужных тектонических систем, к которым относятся Японские острова, но и той части Западно-Тихоокеанского подвижного пояса, которая прилегает к континенту. М. Ициксон и другие учёные сформулировали представления о существовании на окраине Евроазиатского материка совокупности переходных, «буферных» геологических структур, являющихся дном Охотского, Японского и других окраинных морей. Из позднейших исследований видно, что эти переходные области представляют собой огромные плиты, образовавшиеся при надвиге древних кристаллических массивов Азии на дно Тихого океана.
В 1959 году, составляя геологическую карту Приморского края, геолог И. Береснев открыл Амуро-Уссурийский разлом, а геологи Н. Беляевский и Ю. Громов показали, что разломная зона Фосса Магна по другую сторону Японского моря находится на прямом продолжении этого разлома. Ещё раньше была установлена связь Великого Рва Японии с Идзуситито-Бонинской островной дугой. Беляевский и Громов пришли к обоснованному заключению о существовании единой Амуро-Бонинской разломной структуры. Благодаря новым выводам российских геологов стало возможным сопоставление геологического строения Южного Сихотэ-Алиня с геологией Японских островов: Фосса Магна — это наклонный разлом, по которому южная часть острова Хонсю очень интенсивно надвигается на северную половину острова, точно так же, как блоки Карпатских гор перекрывают западный край причерноморской Мизийской плиты. Кроме того, наблюдалось более медленное движение Японской плиты в сторону Тихого океана, чем надвиг Японских островов по Амуро-Бонинскому разлому.
Новые геологические открытия вносят существенные изменения в систему мероприятий по защите Токио и окружающих его городов от предстоящих сейсмических катастроф. Точное предсказание времени предстоящих землетрясений, правильно разработанные мероприятия по предупреждению тяжёлых последствий сейсмических катастроф — одна из самых неотложных задач исследователей..

## Наиболее разрушительные землетрясения
- Землетрясение и цунами Дзёган-Санрику (869)[4][5]
- Землетрясение Гэнроку (1703) (яп.)
- Землетрясение в Японии (1707)
- Землетрясение в Японии (1855) (или землетрясение годов Ансэй)
- Землетрясение Ноби (1891) (или землетрясение Мино-Овари)
- Землетрясение Мэйдзи Токио (1894) (англ.)
- Землетрясение и цунами Мэйдзи Санрику (1896)
- Великое землетрясение Канто (1923)
- Землетрясение Санрику (1933) (англ.)
- Землетрясение в Фукуи (1948) (яп.)
- Землетрясение в Кобе (1995)
- Землетрясение в Японии (2011)
- Землетрясение в префектуре Фукусима (2022)
- Землетрясение в Японском море (2024)